# Orly-sur-Morin
 Orly-sur-Morin  es una población y comuna francesa, en la región de Isla de Francia, departamento de Sena y Marne, en el distrito de Provins y cantón de Rebais.

## Demografía
| 226 | 272 | 284 | 287 | 468 | 561 |
| Para los censos de 1962 a 1999 la población legal corresponde a la población sin duplicidades (Fuente: INSEE [Consultar]) |     |     |     |     |     |